# Steve Lysak
Steve Lysak (Newark, Nova Jérsei, 7 de agosto de 1912 — Yonkers, Nova Iorque, 30 de julho de 2002) foi um velocista norte-americano na modalidade de canoagem.

## Carreira
Foi vencedor da medalha de Ouro em C-2 10000 m em Londres 1948 junto com o seu companheiro de equipa Steve Macknowski.
Foi vencedor da medalha de Prata em C-2 1000 m em Londres 1948.